# Криничная (гора)
Крини́чная — одна из вершин Ливадийского хребта горной системы Сихотэ-Алинь. Находится в Шкотовском районе Приморского края, в 6 км к востоку от города Фокино. Старое название — Хуалаза, что в переводе с китайского означает «Березовая скала» (хуа — береза; ла — камни; цзы — суффикс).
Своё название получила из-за большого количества уступов на склонах, на которых находится много родников. Является источником сноса россыпей золота в реки Большая Рудневка и Толстый Ключ. На южных склонах широколиственный лес (липа, дуб), на северных — смешанный. Эндемик Сихотэ-Алиня — микробиота, была впервые обнаружена на склонах Криничной. На вершине часто дуют сильные ветры. В ясную погоду с вершины одновременно видны пригороды Владивостока и Находки.